# El Sotillo
|  | Per a altres significats, vegeu «Sotillo». |

El Sotillo és un municipi de la província de Guadalajara, a la comunitat autònoma de Castella-La Manxa. Limita amb Torrecuadrada de Molina, Algora, las Inviernas i Cifuentes (Guadalajara).